# ネプチューン (巡航ミサイル)
R-360 ネプトゥーン（ウクライナ語: Р-360 «Нептун»）は、国家キーウ設計局ルーチによって開発されたウクライナの対艦巡航ミサイルである。ネプチューン（Neptune）の英語名でも知られる。
実質的にはソビエト連邦製のKh-35対艦ミサイルを基に射程と電子機器を改善したものである。排水量5,000トンまでの水上艦艇や輸送艦を撃破できるよう設計されている 。
2021年3月にR-360を採用したミサイルシステムRK-360MC ネプトゥーンの最初のユニットがウクライナ海軍に配備された。

## 開発
このミサイルは、キーウで開催された「Weapons and Security 2015」展で初公開された。
公開情報によると、ミサイルの最初の飛行可能な試作機は2016年の春に製造された。高度なミサイルシステムの生産は、Artem Luch GAhK、Kharkiv State Aviation Plant、モトール・シーチ （MS-400ターボファンエンジン）、Pivdenne YuMZ PivdenMash、Lviv LORTA、その他レーダー機器はVyshneve ZhMZ Vizar Kievなど、多数のウクライナ企業による協力により行われた。
システムの最初のテストは2016年3月22日に実施され、ウクライナ国家安全保障・国防会議長官オレクサンドル・トゥルチノフが出席した。2017年半ば、ヴィルハ多連装ロケット砲と同時にテストされた。ただし、ヴィルハとは異なり、テスト結果と性能は公開されていない。NSDCの広報によると、飛行試験は2018年1月30日に初めて成功した。2018年8月17日、オデッサ州南部での試験発射において、ミサイルは100キロメートル先の目標に命中させることに成功した。2019年4月6日、ミサイルは再びオデッサ近郊でテストされ、標的に命中した。ペトロ・ポロシェンコ大統領（当時）は、ネプトゥーンシステムは2019年12月にウクライナ軍に引き渡される予定だと発表した。
アメリカ合衆国とロシア連邦により中距離核戦力全廃条約の効力が停止した後、ウクライナは中距離巡航ミサイルの開発を検討していると発表した。2020年8月23日、ウクライナ国防大臣が制式採用を承認した。
ウクライナは、インドネシアとRK-360MCの供給について覚書に署名したことが2020年12月に最初に報道された。Defense Expressは、インドネシアはRK-360MCを最初に輸入する国家となる可能性があると報じた。
2021年3月、ウクライナ海軍はRK-360MCの最初のユニットを取得した。

## 運用
2022年4月13日、ウクライナの情報筋は、ロシアのウクライナ侵攻中にロシアのスラヴァ級ミサイル巡洋艦「モスクワ」に対し2発のネプチューンミサイルで攻撃し、搭載する弾薬類を誘爆させた(後に沈没)と報告した。米国防総省高官は15日、ロシア軍の黒海艦隊旗艦のミサイル巡洋艦モスクワに対し、ウクライナ軍の巡航ミサイル「ネプチューン」2発が沈没前に命中していたことを確認したと明らかにした。

## 設計
RK-360MC ネプトゥーン沿岸防衛システムは、トラックをベースとしたUSPU-360発射機搭載車、ミサイル4基、TZM-360輸送／再装填車、RCP-360指揮統制車、特殊貨物車から構成されている。このシステムは、海岸線から25キロメートル内陸まで運用できるように設計されている。
ミサイルの全長はロケットモーターを含め5.05メートルで、十字翼を持つ。寸法5.30×0.60×0.60メートルの輸送・発射コンテナ（TLC）に格納されるよう設計されている。最大射程距離は約300キロメートル 。ミサイル1発の重量は870キログラムで、そのうち150キログラムが弾頭である。

## 派生型
ウクライナのウォロディミル・ゼレンスキー大統領は2025年3月15日、ウクライナ製の新型の長射程ミサイル「ロング・ネプチューン」の実戦での発射に成功したとＳＮＳで発表した。
ウクライナメディア「ミリタルヌイ」によると、新型ミサイルは対艦巡航ミサイル「ネプチューン」を地上用に改良。射程を約３６０キロ・メートルから２倍以上に伸ばした。衛星の位置情報による精密攻撃が可能だという。

## ギャラリー

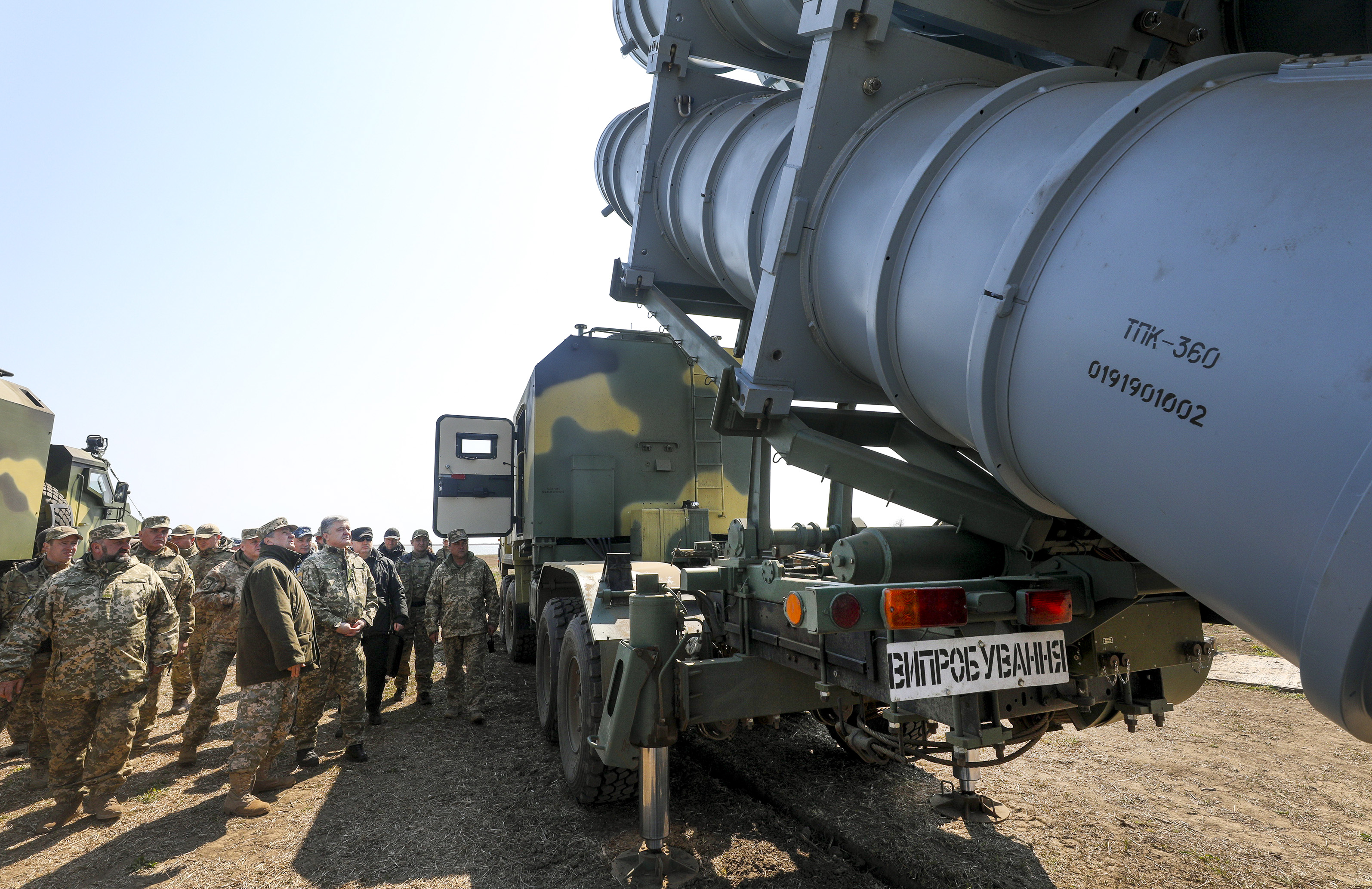
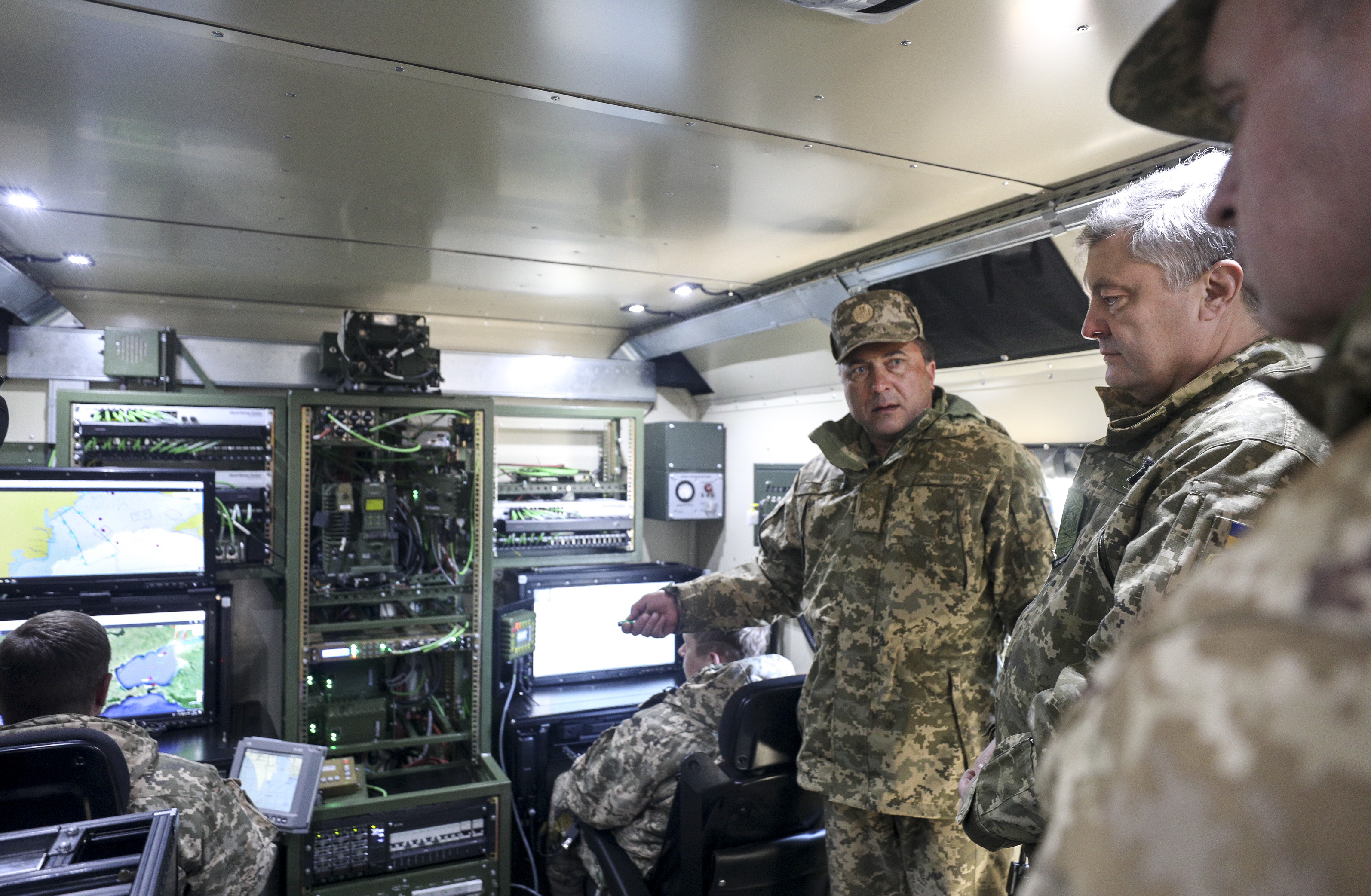
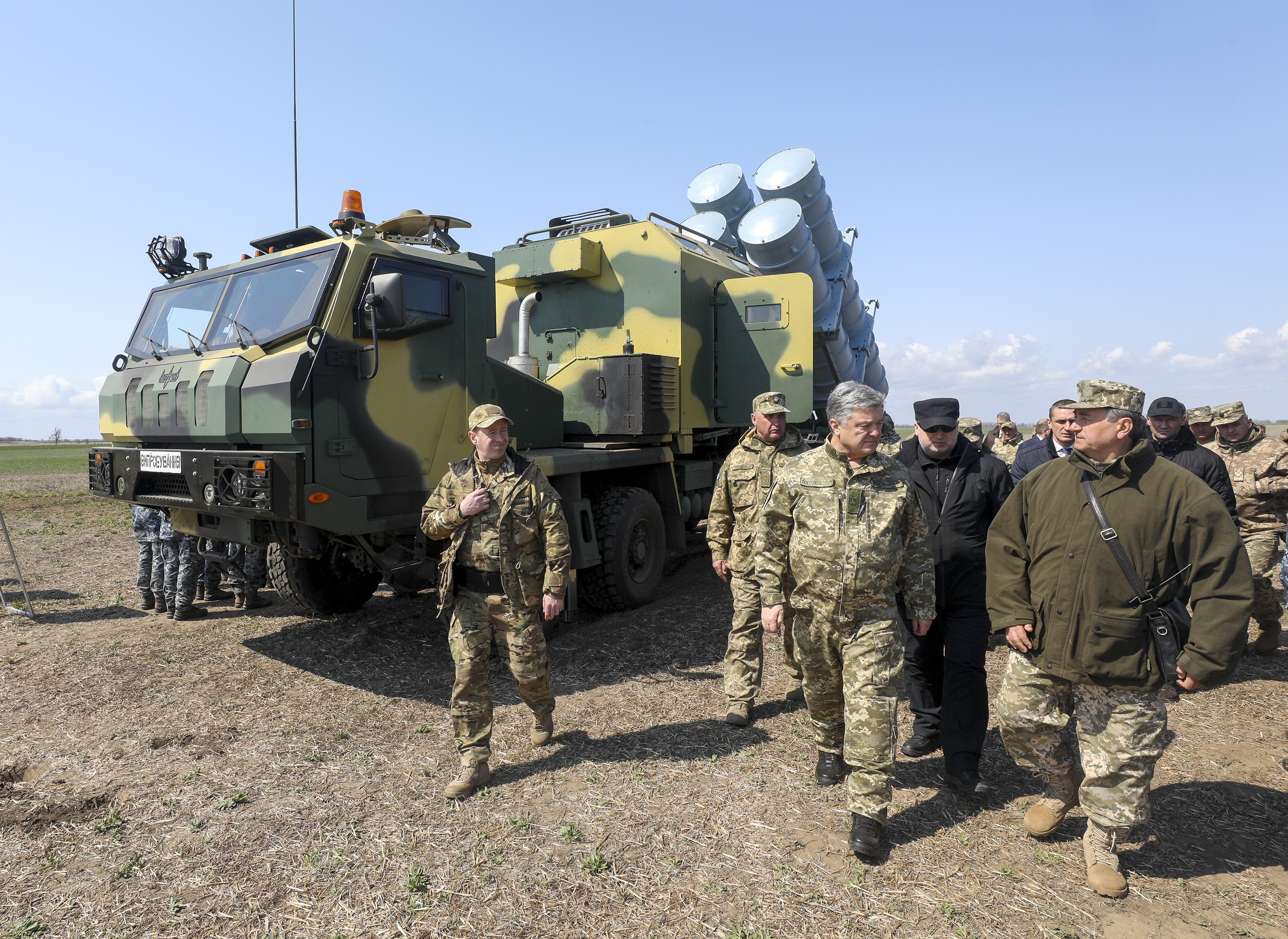
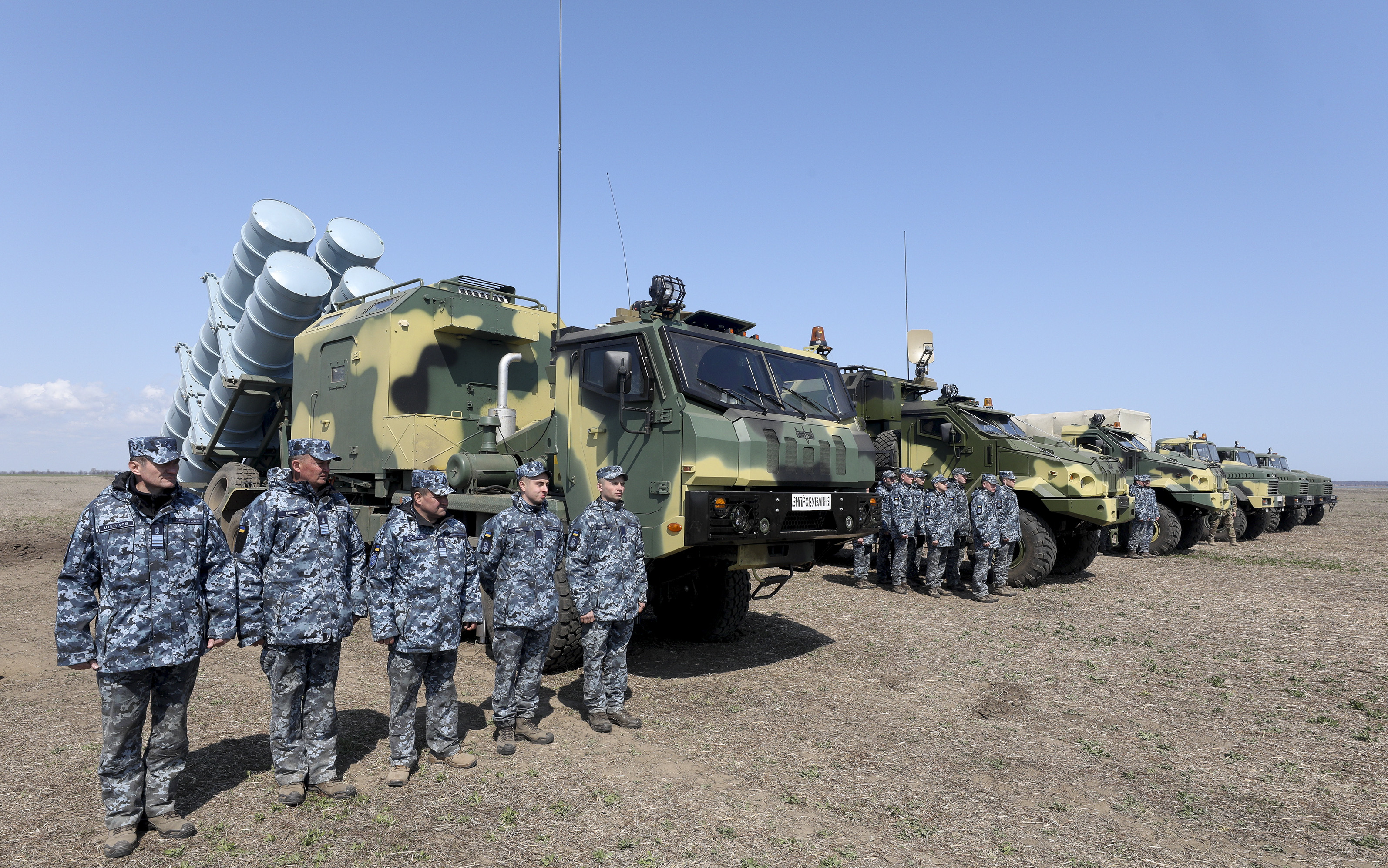

## 動画
- О. Турчинов: Наші ракети здатні забезпечити надійну оборону Чорноморського та Азовського узбережжя - YouTube
- "Нептун" знищує ціль: відео випробувань крилатої ракети Р-360 з бойовою частиною - YouTube